# 五十嵐健太
五十嵐 健太（いがらし けんた、1984年7月24日 - ）は、日本の動物写真家。千葉県出身。

## 略歴
1984年7月 千葉県に生まれる。
2010年にカメラを独学で始める。
2015年2月 写真集「飛び猫」をKADOKAWAより発売。
名称「飛び猫」は商標権者名「中筋　健太」の、第9類・16類・41類の一部に限定された登録商標である

## 出演番組
- 日本テレビ「スッキリ!!」　スッキリ!!TIMES　瞬間アート「飛び猫」（2014年7月24日）
- テレビ朝日「タモリ倶楽部」飛び猫特集・飛び猫撮影会（2014年10月24日）
- テレビ朝日「モーニングバード」人物大辞典　飛び猫特集（2014年11月14日）
- テレビ朝日「グッド！モーニング」飛び猫を撮ろう（2015年3月5日）
- ABC朝日放送「おはよう朝日です」瀬戸内海で撮影など（2015年4月27日）
- KTS鹿児島テレビ「ゆうテレ」（2015年7月24日）
- テレビ東京「ソレダメ」出演　飛び猫撮影会（2015年9月23日）
- 広島ホームテレビ・愛媛朝日テレビ「瀬戸にゃん海」（2017年4月 - ） 実写パート「にゃん旅」の原案、撮影を担当
- 日本テレビ「STU48のセトビンゴ!」 ～瀬戸内猫ちゃん運動会！メンバー猫に変身＆号泣娘にカズ爆笑～（2018年3月12日）

## 主な著書
- 萌猫 もえにゃん（2015年、泰文堂(リンダパブリッシャーズ)）
- 飛び猫（2015年、KADOKAWA）
- フクとマリモ（2015年、KADOKAWA） 監修：HUKULOU COFFEE 永原律子
- ねこ禅 人生がふニャっとなごむ50の教え（2016年、KADOKAWA）監修：菅原研州
- 猫がよろこぶ手作りグッズ（2016年10月、WAVE出版） 著：西イズミ　写真：五十嵐健太
- もふあつめ 映画「ねこあつめの家」Official Photo Book（2017年、KADOKAWA） 監修：「映画ねこあつめ」製作委員会
- こんにちは、ミルくん（2017年8月、廣済堂出版）ミルママ　五十嵐健太
- HOGO猫（2017年9月、KADOKAWA）
- 瀬戸内海の猫が教えてくれた、だらりのらりと生きる術。 「にゃん旅」DVD付き（2018年2月、KADOKAWA）
DVD 本編＋未公開映像 (計60分) - 佐柳島編(香川県) 尾道編(広島県) 真鍋島編(岡山県)[2]

## 五十嵐健太主催　ねこ専出展者
※五十嵐健太主催ねこ専出展者より
- 上村雄高
- ASUHA-明日葉
- 沖昌之
- 島村恵美
- 谷原宏茂
- みなみまり
- junya ossanpo umetsu
- 守屋育実
- さつまのねこ撮り屋 大鷹